# SELENE-2
SELENE-2 war eine geplante japanische unbemannte Mondmission der Raumfahrtbehörde JAXA. Sie sollte der im September 2007 gestarteten Kaguya-Mondsonde (SELENE-1) nachfolgen. Die Mission sollte aus einem Datenrelaissatelliten, einem Lander und einem Rover bestehen. Der Orbiter sollte 700 kg wiegen, der Lander 1000 kg und der Rover 100 kg. Eines der Instrumente des Rovers sollte aus Südkorea kommen. Das Landegebiet sollte in der südlichen Polarregion des Mondes liegen.
Primärziele waren, die Landetechnologie zu testen und die Entstehung des Mondes zu erforschen.
Die Mission wurde im März 2015 offiziell abgesagt.

## Penetratoren
Laut JAXA sollte die Mission auch den Einsatz von Penetratoren (in den Boden eindringende Sonde) beinhalten. Diese sollten höchstwahrscheinlich aus der gestrichenen LUNAR-A-Mission stammen.